# Lucie Smutná
Lucie Smutná (Liberec, 14 aprile 1991) è una pallavolista ceca.
Gioca nel ruolo di palleggiatrice nell'Olymp Praha.

## Carriera
La carriera di Lucie Smutná inizia nel 2007 nel VK TU Liberec, dove gioca per tre stagioni nel massimo campionato ceco: nella stagione 2010-11 passa allo SK Slavia Praga dove resta per altre due annate; nel 2012 ottiene le prime convocazioni nella nazionale della Repubblica Ceca.
Per il campionato 2012-13 si trasferisce in Germania nel Köpenicker Sport Club, militante in 1. Bundesliga, mentre nell'annata successiva viene ingaggiata dal Volley Bergamo nella Serie A1 italiana; per il campionato 2014-15 resta in Italia ma giocando per il Volley Soverato, in Serie A2.
Ritorna in Germania per la stagione 2015-16, ingaggiata dall'Unabhängiger Sportclub Münster; tuttavia, nel febbraio 2016, lascia il club per accasarsi allo Halk Bankası Spor Kulübü di Ankara, club impegnato nella Voleybol 1. Ligi turca col quale termina l'annata. Dopo questa breve parentesi, nella stagione seguente rientra nella massima divisione tedesca col Dresdner Sportclub 1898.
Per il campionato 2017-18 veste la maglia del Venelles, nella Ligue A francese, mentre in quella successiva è all'Alba-Blaj, nella Divizia A1 rumena, prima di far ritorno in patria per la stagione 2019-20, quando difende i colori dell'Olymp Praha in Extraliga.